# Копосино
Копосино — деревня в Демидовском районе Смоленской области России. Входит в состав Закрутского сельского поселения. Население — 18 жителей (2007 год). 
Расположена в северо-западной части области в 15 км к северо-западу от Демидова, в 1 км восточнее автодороги Р133 Смоленск — Невель. В 60 км южнее деревни расположена железнодорожная станция Голынки на линии Смоленск — Витебск. 

## История
В годы Великой Отечественной войны деревня была оккупирована гитлеровскими войсками в июле 1941 года, освобождена в сентябре 1943 года.